# Myrthe de Boer
Myrthe de Boer (Scharsterbrug, 18 februari 2002) is een Nederlands langebaanschaatsster. 
In 2020 maakte ze haar debuut tijdens de 1500 meter op de NK Afstanden in Thialf en haalde ze goud op de 1500 meter tijdens de Olympische Jeugdwinterspelen in Lausanne.

## Persoonlijke records
| Afstand    | Tijd    | Datum            | Baan       |
| ---------- | ------- | ---------------- | ---------- |
| 500 meter  | 38,82   | 30 oktober 2021  | Heerenveen |
| 1000 meter | 1.15,51 | 31 oktober 2021  | Heerenveen |
| 1500 meter | 1.56,76 | 29 oktober 2020  | Heerenveen |
| 3000 meter | 4.12,53 | 27 december 2022 | Heerenveen |
| 5000 meter | 7.25,07 | 30 december 2021 | Heerenveen |

Bijgewerkt tot 30 december 2022

## Resultaten
| Jaar | NK Afstanden                                | NK Allround           | NK Sprint             | WK Junioren                 |
| ---- | ------------------------------------------- | --------------------- | --------------------- | --------------------------- |
| 2020 | 20e 1500m                                   |                       |                       | 13e 500m 7e 1000m 11e 1500m |
| 2021 | 16e 1500m                                   |                       |                       |                             |
| 2022 | 17e 500m 12e 1000m 15e 1500m DNF massastart |                       |                       |                             |
| 2023 | 10e 1000m 6e 1500m 16e 3000m                | NC9 (5e, 13e, 11e, -) |                       |                             |
| 2024 | 18e 500m 7e 1000m 11e 1500m                 |                       | 9e (12e, 8e, 13e, 6e) |                             |
| 2025 | 12e 1000m 13e 1500m                         |                       | 7e (10e, 5e, 11e, 6e) |                             |

(#, #, #, #) = afstandspositie op allroundtoernooi (500m, 3000m, 1500m, 5000m) of sprinttoernooi (500m, 1000m, 500m, 1000m).
NC9 = niet gekwalificeerd voor de laatste afstand, maar wel als 19e geklasseerd in de eindrangschikking
2020
 1500 meter op de Olympische Jeugdwinterspelen in Lausanne